# Tourismusschulen Salzburg

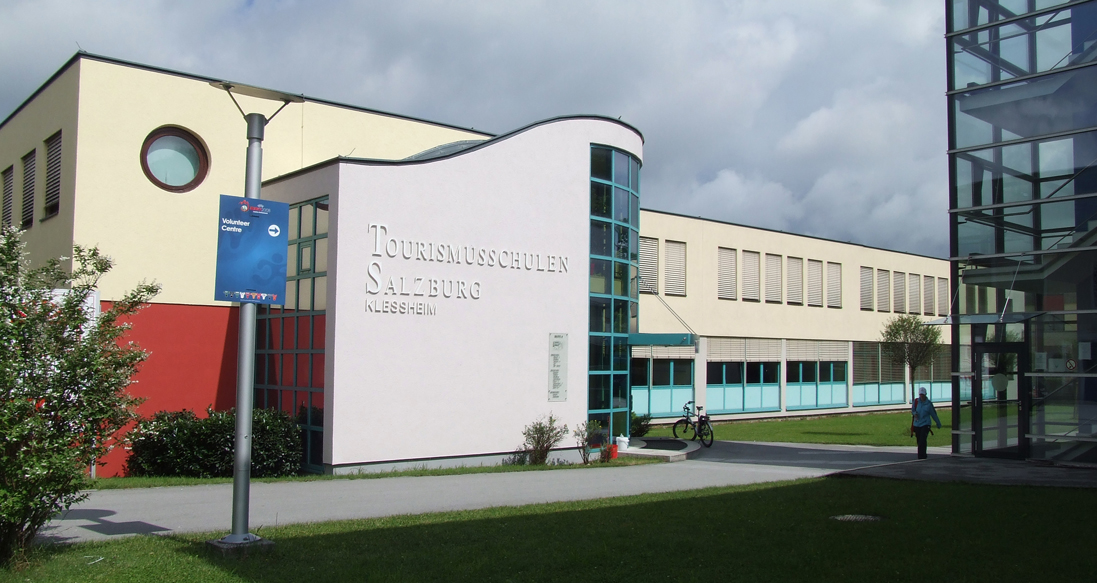
Tourismusschulen Salzburg-Kleßheim

Die Tourismusschulen Salzburg sind berufsbildende Privatschulen der Wirtschaftskammer Salzburg. Sie umfassen drei Standorte: Bad Hofgastein, Bramberg und Klessheim. Die Schulen bieten eine spezialisierte Ausbildung im Bereich Tourismus und Gastronomie und haben eine lange Tradition in der Berufsausbildung.

## Geschichte
Die Tourismusschulen Salzburg wurden 1945 gegründet, um dem wachsenden Bedarf an qualifiziertem Personal im Tourismus gerecht zu werden. Der erste „Internationale Hotelfachkurs“ startete 1945 in Mattsee. 1946 übernahm die Handelskammer Salzburg (heute Wirtschaftskammer Salzburg) die Trägerschaft der Schule und wandelte den Kurs in eine zweijährige Fachschule um. 1948 wurde die Schule nach Bad Gastein verlegt und in „Höhere Salzburger Hotelfachschule“ umbenannt.
1957 wurde eine Zweigstelle im Kavalierhaus Klessheim eröffnet, die eine Gastwirteschule und eine Hotelfachschule beherbergte. 1962 gründete der Schulverein die „Höhere Lehranstalt für Fremdenverkehrsberufe“ in Klessheim und das „Institute of Tourism and Hotel Management“ für internationale Studenten. 1972 wurde das Schulgebäude am heutigen Standort in Klessheim eröffnet.
Die Tourismusschulen gründete 1980 den Schulstandort Bischofshofen, der bis 2019 betrieben wurde. 2011 wurde eine weitere Schule in Bramberg eröffnet, um die tourismusbezogene Ausbildung im Pinzgau zu stärken. 2021 begann der umfassende Neubau der Tourismusschule Klessheim, der 2023 abgeschlossen wurde.

## Tourismusschule Bad Hofgastein

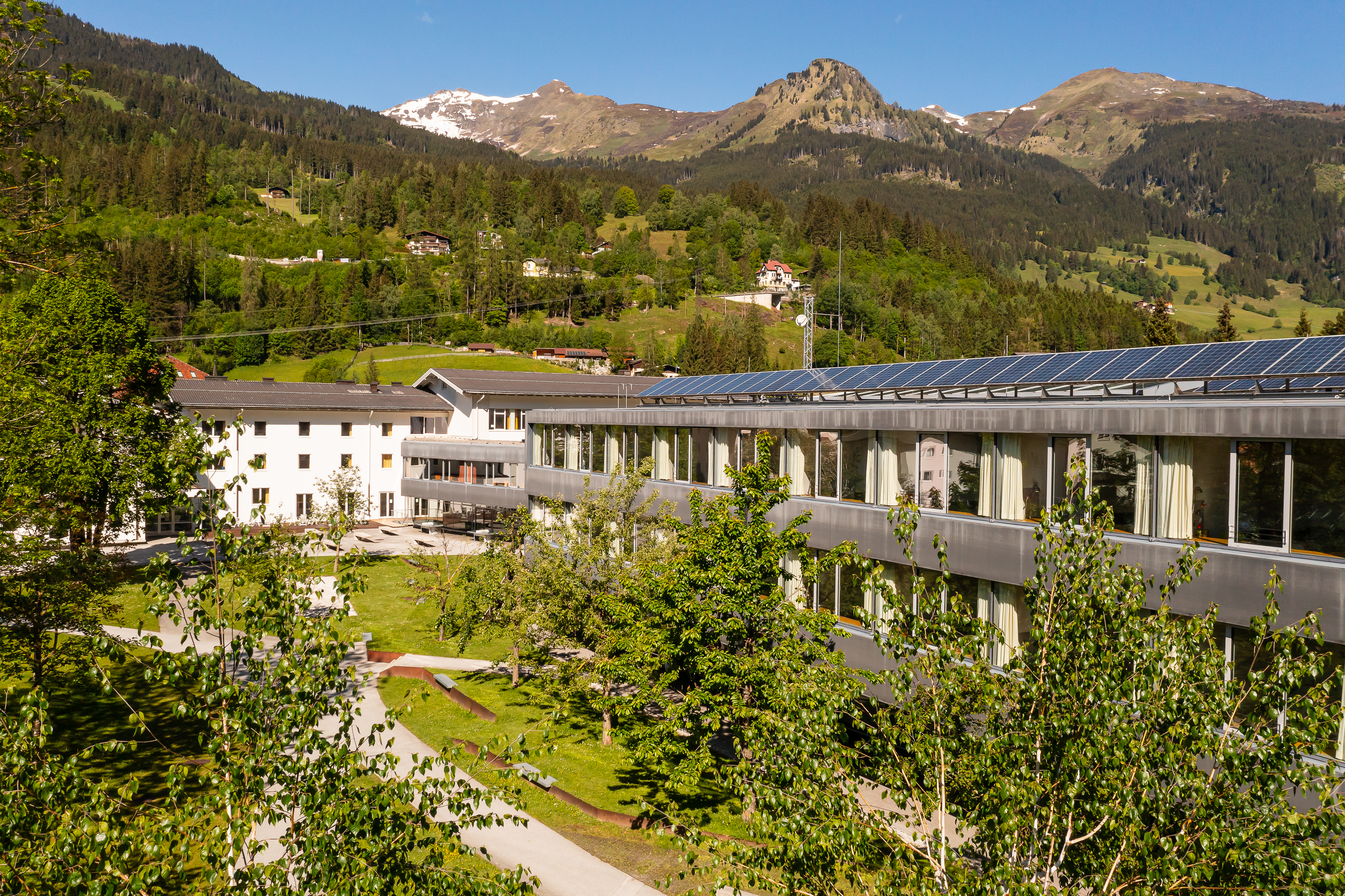
Tourismusschule Bad Hofgastein

Die Tourismusschule Bad Hofgastein bietet verschiedene Ausbildungswege: die fünfjährige „Höhere Lehranstalt für Tourismus“, die sechsjährige „Höhere Lehranstalt für Tourismus und Ski“ sowie die dreijährige „Meisterklasse Kulinarik“. Die Ausbildung umfasst betriebswirtschaftliche, fremdsprachliche und tourismusspezifische Inhalte. Die Schüler erwerben praktische Kompetenzen durch Praxisunterricht und Pflichtpraktika.

## Standort Bramberg

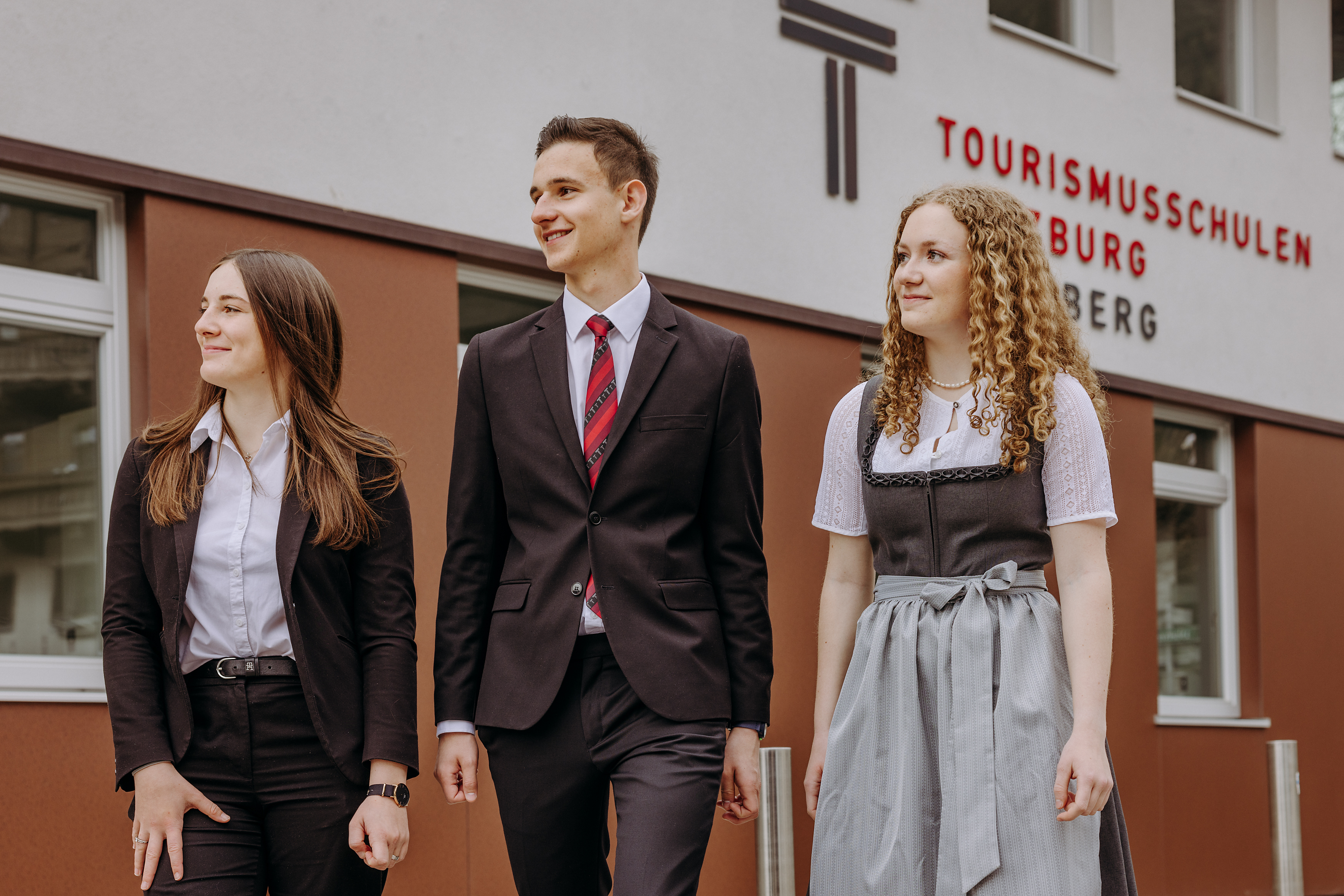
Tourismusschule Bramberg

Die Tourismusschule Bramberg, die jüngste Einrichtung der Tourismusschulen Salzburg, bietet eine Ausbildung, die den regionalen Bezug zum Nationalpark Hohe Tauern betont. Angeboten werden die „Höhere Lehranstalt für Tourismus“, die „Hotelfachschule“ und der „Aufbaulehrgang für Tourismus“. Die Ausbildung umfasst eine allgemeinbildende und tourismusspezifische Ausbildung sowie Praxiseinsätze.

## Standort Klessheim

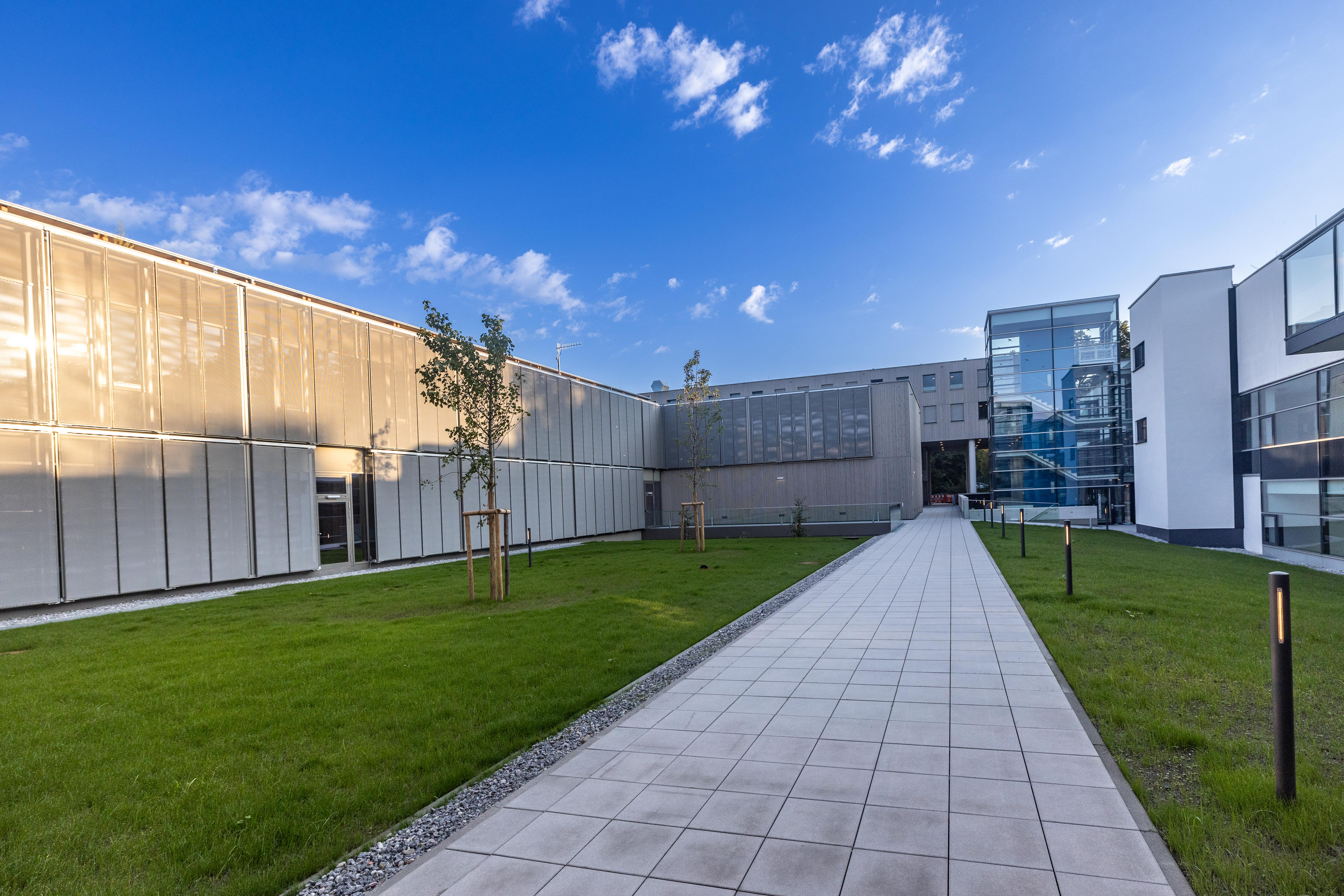
Tourismusschule Klessheim

Die Tourismusschule Klessheim ist für ihren internationalen Campusflair und ihre Vernetzung in der globalen Tourismusbranche bekannt. Neben der „Höheren Lehranstalt für Tourismus“ bietet sie auch eine dreijährige „Fachschule für Ernährung und Sport“ sowie das englischsprachige „College of Hospitality Management“. Der Schwerpunkt der Ausbildung liegt auf Hotelmanagement, digitalem Marketing und internationalen Tourismus.

## Trivia
In der Tourismusschule Kleßheim war zwischen Mai und Juni 2008 das Volunteer-Center für die Fußball-Europameisterschaft 2008 für den Austragungsort Salzburg untergebracht, da sich das Stadion Wals-Siezenheim in unmittelbarer Nähe befindet.

## Kritik
Der Salzburger Gastronom und Weinhändler Hermann Döllerer, der 2018 mit dem „Gault & Millau-Award für das Lebenswerk“ geehrt wurde, kritisierte 2011, dass die Koch-Absolventen in Hotelfachschulen zu wenig Praxiserfahrung für eine professionelle Restaurantküche haben, während Kochlehrlinge diese Praxis im Betrieb erlernen. Leonhard Wörndl, Geschäftsführer der Tourismusschulen Salzburg, hat diese Kritik vehement zurückgewiesen.